# Pony book
Pony book est une expression anglaise pour désigner un genre de littérature d'enfance et de jeunesse très populaire auprès des enfants britanniques et américains, mettant généralement en scène de jeunes filles et des adolescentes qui apprennent l'équitation avec des poneys dans un centre équestre ou un poney club. Les autres noms consacrés sont pony stories (« histoires de poneys ») et pony fiction (« fiction avec des poneys »).

## Naissance et développement du genre
Le roman Black Beauty, bien qu'il ait pour protagoniste un cheval et non un poney, semble être précurseur des « pony books »,. 
Les premiers pony books en tant que tels paraissent dans les années 1920. En 1928, le magazine britannique Country Life  publie l'œuvre de Golden Gorse The Young Rider, rééditée en 1931 et une troisième fois en 1935. Dans la préface de la troisième édition, l'auteur écrit Since then the outlook on children and their ponies has changed very much for the better : « Depuis lors, le regard sur les enfants et leurs poneys a beaucoup changé pour le mieux ». Elle remarque aussi une augmentation des loisirs équestres chez les enfants : Five children seem to be learning to ride today for one who was learning seven years ago : « Cinq enfants semblent apprennent à monter aujourd'hui, contre un seul qui apprenait il y a sept ans ».

## Définition du genre
Les pony books sont souvent jugés idéalistes, « répond[ant] aux fantasmes typiques de la parfaite amitié avec un compagnon idéalisé »,.
Une étude critique note en 1996 que le genre a été « fermement relégué au second plan de la littérature »,. En 2009, un autre article fait remarquer que les lecteurs de pony books pourraient faire plus que de simplement attendre d'obtenir un autre livre dans leur série, un peu comme un jeune collectionneur de jouets de My Little Pony se sent obligé d'en ajouter un à sa collection. L'article donne un autre point de vue sur la valeur des pony books : ils introduisent les plus jeunes lecteurs à la littérature au sens large.

## Auteurs de pony books
- Lauren Halse Anderson
- Kitty Barne
- Gillian Baxter
- Judith Berrisford
- Jeanne Betancourt
- Bonnie Bryant
- Joanna Cannan
- Joanna Campbell
- Peter Clover
- Primrose Cumming
- Walter Farley
- Ruby Ferguson
- Golden Gorse
- Marguerite Henry
- Patricia Leitch
- Jenny Oldfield
- K. M. Peyton
- Sœurs Pullein-Thompson : Josephine, Diana et Christine
- Stacy Gregg
- Allen W. Seaby
- Pat Smythe
- Mary Treadgold
- Will James